# Forêts pluviales de l'archipel des Louisiades
Localisation
Les forêts pluviales de l'archipel des Louisiades est une écorégion définie par le fonds mondial pour la Nature (WWF). Elle couvre l'archipel des Louisiades, au sud-est de la Papouasie-Nouvelle-Guinée Elle appartient à l'écozone australasienne et au biome des forêts décidues humides tropicales et subtropicales.